# オリコプロダクトファイナンス
株式会社オリコプロダクトファイナンス（Orico Product Finance Co.,Ltd.）は、東京都千代田区に本社を置く金融会社。オリエントコーポレーションの100%子会社。旧商号はイオンプロダクトファイナンス株式会社。

## 概要
割賦販売、信用保証、債権買取、集金代行などの個人向け事業を行う金融会社。かつては株式会社東芝の完全子会社で、東芝クレジット株式会社及び東芝不動産総合リース株式会社（現・野村不動産ビルディング）のリース事業を統合し、2002年に現在の形となった。
2013年5月に東芝グループを外れイオンフィナンシャルサービスの傘下となったことでイオングループ入りし、同年10月に商号変更した。なお、グループ並びに商号変更後も東芝グループ社員向けクレジットカード、東芝ストアー向けクレジットカードの取り扱いは継続され、東芝グループとの関係は保持された。また、社名は有効期限更新時に順次新社名入りのカードが発送されるが、クレジットカードの名称そのものは従来通りとなる。その後、2017年に東芝ストアー向けクレジットカードのサービスを終了、東芝グループ社員向けクレジットカードの大半の業務を提携カード会社に移管するなど、東芝向け事業は縮小傾向にある。
元々、オートローン分野では他社（オリコ・アプラス・ジャックスなど）信販会社などと比べる加盟店数がかなり少ない為取扱高が伸びなかった（東芝子会社時）。しかしイオングループ入り後は、イオングループに勤める従業員向け・イオンカード会員（一般顧客含む）向けの低金利オートローンなどで他社信販と差別化を図りつつ、加盟店外のディーラーでの購入車についてもオートローン契約を結ぶことが可能にし、申込み・審査結果・契約書類発行などを顧客自身がPC・スマートフォンなどで実行・確認することができるWEBマイカーローンなどの取扱いで順調に取扱高を増やしている。
2024年3月25日付で、イオンフィナンシャルサービスが保有する全株式がオリエントコーポレーションへ譲渡されたと同時に、商号をオリコプロダクトファイナンス株式会社に変更した。
年間割賦取扱高は1650億6900万円（2015年3月決算）。

## 沿革
- 1959年（昭和34年）4月以降、東芝商事株式会社の割賦販売部門の会社が全国に設立される。
- 1968年（昭和43年）10月 - 東芝商事系の割賦販売会社9社が統合し、東芝クレジット株式会社を設立。
- 1980年（昭和55年） 2月 - 東芝総合ファイナンス株式会社を設立。
- 1983年（昭和58年） 2月 - 東芝クレジットサービス株式会社を設立。
- 2002年（平成14年） 4月 - 東芝クレジットと東芝不動産総合リースのリース事業本部を統合し、東芝ファイナンス株式会社とする。
- 2005年（平成17年） 2月 - 東芝総合ファイナンスを東芝住宅ローンサービス株式会社に社名変更する。
- 2012年（平成24年）
  - 1月 - 東芝住宅ローンサービス（現・イオン住宅ローンサービス）の全株式をイオンクレジットサービス（51%）とイオン銀行（49%）に譲渡[6]。
  - 2月 - 法人向け金融サービス事業部門を会社分割し、興銀リース（現・みずほリース）の子会社であるIBJL東芝リース株式会社（現・みずほ東芝リース）に継承。同時に東芝が興銀リース（現・みずほリース）から当社株式を譲り受け、当社は東芝の連結子会社となる。
- 2013年（平成25年）
  - 5月 - イオンフィナンシャルサービスが、当社の全株式を東芝から取得。イオンフィナンシャルサービスの完全子会社となる。
  - 10月 - イオンプロダクトファイナンス株式会社に商号変更。
- 2017年（平成29年）
  - 4月1日 - 「東芝グループカード」の制度改定により、社製品販売制度と東芝健保保養所の利用料金の請求及び新規入会申込受付を提携カード会社（三井住友カード、三菱UFJニコス、ジェーシービー）へ移管し、東芝社内診療所利用代金の請求のみに縮小[7]。
  - 9月30日 - この日をもって「東芝Fカード」並びに「東芝コミュニティカード」のサービスを終了（ただし、同年10月1日時点で利用中のクレジットの支払がある場合は支払完了まで継続して請求されるほか、F0カードを除くカードに付帯する損害保険の保証期間は最長で2018年9月末まで継続、FCカードとFVカードに付帯する5年保証はサービス終了までに購入・登録された商品であれば期間終了（最長で2022年9月末）まで保証される）[8]。
- 2019年（平成31年）3月1日 - オリックス自動車との業務提携により、個人向けカーリース「いまのりセブン」・「いまのりナイン」の申込受付を開始[9]。
- 2021年（令和3年）
  - 4月14日 - 当社のローン向けにグループ会社のイオン・アリアンツ生命保険株式会社の団体信用生命保険の提供を開始[10]。
  - 10月1日 - SOMPOひまわり生命保険株式会社を引受保険会社とする団体信用生命保険の保険契約を、グループ会社のイオン住宅ローンサービスから承継[11]。
- 2024年（令和6年）3月25日 - 株式会社オリエントコーポレーションが、当社の全株式をイオンフィナンシャルサービスから取得。同時に株式会社オリコプロダクトファイナンスに商号変更。

## 特色あるオートローン
同社では、2種類のオートローンを用意している。
マイカーローン
同商品は、加盟店にて申込書に記入・捺印をし申し込む方法と、電話にて申込書を取り寄せて申込する必要がある商品であり、他社商品とあまり大差はない。
WEBマイカーローン
同商品は、主に顧客がPC・スマートフォンにて申込・契約書類発行をする。なお、外国車・国産車問わず契約可能な商品（一部除外車あり）。
従来型のオートローン商品では、ディーラーを通じて申込み・審査結果を確認していたため、審査承認・否認問わずディーラーに通知されていたが、同商品では顧客自身がPCなどから申込を行う。その後、申込時に登録したメールアドレス宛に審査結果が通知されるため、ディーラーに知らされずに審査結果を確認することができる。但し加盟店契約をしているディーラーについては、審査結果がディーラーにも通知される。また契約手続きも顧客自身でWEB上から契約関連書類をダウンロード・カラー印刷をして同社に返送する仕様になっている。

## 主な商品
自動車
- オートローン
- マイカーローン - 当社の提携・パートナー企業の従業員や得意先、イオンカード会員向けのローン

住居
- リフォームローン
- ECO住宅設備ローン
- マンション管理組合リニューアルローン

その他
- 農機ローン - 個人農業者や農業法人を対象とした農業機械・酪農機具向けローン
- ライフサポートローン（イオンのお葬式費用） - グループ会社であるイオンライフの提携葬儀社が扱う葬式費用向けローン
- ショッピングクレジット（ペットローン） - AHBが運営する子犬・子猫専門ペットショップ「ペットプラス」が扱うローン
- デンタルローン - 審美歯科・歯列矯正・インプラント・セラミックなど健康保険適用外の治療を対象とした歯科医院向けローン
- 運転免許ローン - 自動車教習所での教習費用を対象としたローン

東芝向け
- Webパーソナルローン - 東芝および東芝グループの正規従業員を対象としたローン

## 主要加盟団体
- 社団法人日本クレジット協会
- 日本貸金業協会